# Pacific Squadron
Pour les articles homonymes, voir Squadron.
Le Pacific Squadron est une escadre de la marine des États-Unis opérant dans l'océan Pacifique au cours du XIXe siècle et au début du XXe siècle.